# Pattuglia di Carlson
La Pattuglia di Carlson o The Long Patrol è stata un'operazione da parte della Marine Raiders sotto la guida di Evans Carlson durante la campagna contro l'Esercito imperiale giapponese.